# Stepanos Nazarian
Stepanos Nazarian (in armeno Ստեփանոս Նազարյան; Tbilisi, 27 maggio 1812 – Mosca, 9 maggio 1879) è stato un editore, critico letterario e giornalista armeno naturalizzato russo.

## La vita
Era nato nella famiglia di un prete. Studiò inizialmente presso il collegio Nersisyan della sua città natale e nel 1827 vi conseguì il diploma per qualche anno insegnò storia e geografia presso il collegio dove si era armato anche come studente.
Sempre alle prese con situazioni finanziarie ristrette, conseguita la laurea nel 1840 presso l'Università di Tartu, si trasferì a San Pietroburgo per completare gli studi nell'ambito delle lingue orientali.
Nel 1842 diventò direttore degli studi in lingua armena. Da allora poté affrontare tranquillamente studi in ambito filosofico e filologico-linguistico sostengo una tesi dottorale su Shahnameh di Ferdowsi.
Sotto l'influenza dell'Illuminismo europeo e il movimento sociale russo degli anni '40, iniziò a scrivere assiduamente contro il sistema feudale e la sua ideologia. Negli anni '50 divenne il leader del movimento illuminista armeno.
Tra il 1858 e il 1864 fu direttore a Mosca l'influente rivista Hyusisapay (Aurora Boreale), che ha avuto un grande effetto sullo sviluppo del pensiero pubblico progressiva in Armenia.
In Russia criticò la servitù della gleba e potere clericale per il risveglio spirituale del popolo armeno. Ciononostante si è rifiutò di classificare le sue azioni come parte di una più ampia lotta di classe.
Nazarian sostenne la grande importanza dell'istruzione pubblica nella nuova era dell'illuminismo armeno, nonché la sostituzione in ambito letterario del classico armeno (Grabar) con il nuovo Ashkarhabar.
Fu strenuo un sostenitore del deismo e promosso la letteratura russa e straniera come modelli innovatori per la letteratura armena contemporanea. Fu inoltre traduttore di molti dei drammi di Friedrich Schiller.
È seppellito nel Cimitero Armeno di Mosca.
Tra i suoi nipoti vi fu Hrand Nazariantz, poeta armeno esule in Puglia dopo il genocidio armeno del 1915.